# Петров, Максим Вячеславович
Максим Вячеславович Петров (род. 18 января 2001, Балашиха, Московская область) — российский футболист, полузащитник клуба «Балтика».

## Биография
Жил в Балашихе. С детства болел за московский «Спартак», но мать отвела его в академию «Локомотива». Старший брат — вратарь, играет на любительском уровне.
1 августа 2019 года дебютировал за фарм-клуб «Локомотива» «Казанку» в первенстве ПФЛ. 11 сентября 2021 года провёл первый матч за главную команду — в домашнем матче чемпионата России против «Крыльев Советов» вышел в стартовом составе и был заменён на 57-й минуте.
29 августа 2022 года был отдан в аренду до конца сезона в «Аланию».
В июне 2023 года стал игроком нижнекамского «Нефтехимика», а 17 января 2025 года перешёл в калининградскую «Балтику», подписав контракт до 30 июня 2029 года.

## Карьера в сборной
Сыграл три матча, забил один гол в отборочном турнире чемпионата Европы среди юношей до 17 лет 2018 года. Сыграл три матча в отборочном турнире к впоследствии отменённому чемпионату Европы среди юношей до 19 лет 2020 года.